# Gegeneophis seshachari
Gegeneophis seshachari är en groddjursart som beskrevs av Ravichandran, Gower och Wilkinson 2003. Gegeneophis seshachari ingår i släktet Gegeneophis och familjen Caeciliidae. IUCN kategoriserar arten globalt som otillräckligt studerad. Inga underarter finns listade i Catalogue of Life.